# SALEonly
«[SALE]only» — український метал-гурт створений в Дніпрі 2011 року. У стилістиці виконання тяжіє до металкору та ню-металу, проте не тримається виключно у їхніх рамках.

## Історія
Історія гурту бере початок в серпні 2011 року в м. Дніпро. Перший склад: вокал — Роман Романенко, гітара — Олег Чукаленко, бас — Іван Новік, ударні — Станіслав Рязанцев.
Згодом до гурту була запрошена Ліка Адаєва (на той час екстрим-вокалістка гурту 40Dope), слідом за Лікою приходять 2 нових учасники: гітарист Славік (Святослав Тельних) з гурту Patagonia та семплер Алекс Ред (Олександр Александров).
Так був набраний основний склад, і після вдалих репетицій був створений демозапис, що складався з 4 пісень. Перший виступ відбувся 1 листопада 2011 р. в Дніпровському клубі «Папа Протіff» (нині клуб «РК») на розігріві в угорського гурту «CLAPS FOR CAROLINE».
Пізніше, в листопаді, у зв'язку з розбіжностями гурт покидає ударник Святослав Рязанов, на його місце відразу, 7 листопада, приходить Анатолій Шишко (DieAnotherDay, Skogenstrom). Але й після цього гурт переживає зміни не тільки у складі, але й в атмосфері на концертах. Взимку 2012 року з гурту йде семплер Алекс Ред.
2012 рік був досить насиченим. Гурт дав близько десяти концертів в рідному місті та за його межами, серед яких більшість була на розігріві у відомих гуртів СНД та Заходу. У середині листопада гурт випускає сингл «Механізм».
У листопаді 2012 гурт покидає вокаліст Роман Романенко з особистих причин. Через тиждень місце вокаліста займає Станіслав Потапенко (ex-Ebola), і бере на себе обов'язки менеджера гурту.
11 листопада гурт перемагає в голосуванні від фестивалю «Інша Музика» та виграє місце на розігріві в одних з найкращих гуртів української альтернативної сцени — «ТОЛ», «Тонкая Красная Нить» та «MegamasS». Концерт відбувся 26 січня 2013 року. Цього ж року гурт покидає барабанщик Анатолій Шишко, і його місце займає Олексій Середюк.
Гурт гастролює Україною, заявляє про себе в кожному великому місті.
У серпні 2013 Sale Only випускають свій дебютний ЕР альбом «Кричи, что ты жив». У жовтні цього ж року гурт бере участь у фестивалі «Завантаження».
14 березня 2014 року вийшов ЕР «Право бути вільним», у якому збільшилась частка чистого вокалу та додалися добре виражені соло.
6 вересня цього ж року гурт відкривав Головну сцену на фестивалі «Respublica».
8 листопада відбувся фестиваль «Завантаження 3.0». На ньому [SALE]only ділили сцену з гуртами «Роллік'с», «Jinjer», «Latur», «MegamasS», «Morphine Suffering», «ЗЛАМ», «Ebola», «(M)Theory», «Fatshow Dogs», а також чеським гуртом «Overhype».
Далі гурт працює над матеріалом і подорожує по країні із сольними концертами.
В січні 2015 гурт покидає бас-гітарист Іван Новік, і його місце займає відомий у Дніпрі технічний бас-гітарист Віталій Скальський.
У липні виходить сингл «Залізний шлях» і гурт їде на фестивалі «Индатреш», «Файне місто» і «Південь фест».
У грудні цього ж року гурт покидає засновник гурту Олег Чукаленко. І Сейл Онлі починають роботу над новим ЕР альбомом з одною гітарою, з новим звучанням, з новими ідеями, який світ побачить у лютому 2016 року.

## Участь у фестивалях
- «Файне місто»
- «Respublica»
- «Південь фест»
- «РОК БУЛАВА»
- «РОК-ВИБУХ»
- «Завантаження»
- «Руйнація»

## Склад гурту

### Сучасний склад
- Станіслав Потапенко — екстрим-вокал
- Ліка Адаєва — екстрим-вокал
- Олексій Середюк — ударні
- Віталій Скальський — бас-гітара
- Святослав Тельних — гітара

### Колишні учасники
- Роман Романенко — вокал (2011—2012)
- Іван Новік — бас-гітара (2011—2014)
- Станіслав Рязанов — ударні (2011)
- Олександр Александров — семплер (2011—2012)
- Анатолій Шишко — ударні інструменти (2011—2013)
- Олег Чукаленко — гітара (2011—2016)

## Дискографія
- 2012 — «Механізм» (single)
- 2013 — «Кричи, что ты жив» (EP)
- 2014 — «Правило четырёх» (single)
- 2014 — «Право бути вільним» (EP)
- 2015 — «Залізний шлях» (single)
- 2016 — «Коли сліпий побачить світло» (EP)
- 2019 — «Палай» (EP)